# Длуґоше
Длуґоше (пол. Długosze, нім. Langheide) — село в Польщі, у гміні Простки Елцького повіту Вармінсько-Мазурського воєводства.
Населення — 155 осіб (2011).
У 1975-1998 роках село належало до Сувальського воєводства.

## Демографія
Демографічна структура станом на 31 березня 2011 року:
|          | Загалом | Допрацездатний вік | Працездатний вік | Постпрацездатний вік |
| -------- | ------- | ------------------ | ---------------- | -------------------- |
| Чоловіки | 79      | 15                 | 59               | 5                    |
| Жінки    | 76      | 19                 | 47               | 10                   |
| Разом    | 155     | 34                 | 106              | 15                   |